# 小行星9336
小行星9336（9336 Altenburg）是一颗绕太阳运转的小行星，为主小行星带小行星。该小行星于1991年1月15日发现。

## 轨道参数
小行星9336的轨道半长轴为2.2414498 UA，离心率为0.101。